# Premi Inge Morath
El Premi Inge Morath va ser establert per l'Agència Magnum dins del tribut a Inge Morath, una fotògrafa austríaca que va ser membre de Magnum Photos durant cinquanta anys, i que van morir el gener de 2002. Finançat pels seus col·legues de l'Agència Magnum Fotos, el Premi és administrat per la Fundació Magnum en cooperació amb la Fundació Inge Morath.

## Detalls
El premi anual Inge Morath és atorgat a una dona fotògrafa menor de trenta anys, en reconeixement d'un projecte documental de llarga trajectòria. La guanyadora i les finalistes són seleccionades pels membres de l'Agència Magnum, i un representant de la Fundació Morath, a la reunió anual. És l'únic premi que comporta l'imprimàtur de l'Agència Magnum.
La convocatòria i les directrius per participar són anunciades anualment per la Fundació Magnum i la Fundació Inge Morath en els seus llocs web, normalment al mes de gener o febrer.

## Guanyadors i finalistes
El nom de projecte enllaçarà a la presentació, allotjada al web de la Fundació Inge Morath.
| Year | Award Winner(s)                                        | Project Title(s) | Finalist(s) |
| ---- | ------------------------------------------------------ | --- | --- |
| 2002 | Ami Vitale (USA)                                       | Kashmir Arxivat 2016-03-25 a Wayback Machine. | |
| 2004 | Claudia Guadarrama (Mexico)                            | Before the Limit | |
| 2005 | Mimi Chakarova (USA)                                   | Sex Trafficking in Eastern Europe Arxivat 2016-03-05 a Wayback Machine.                                                                                                  | Jessica Dimmock Arxivat 2016-04-02 a Wayback Machine. (USA), Shannon Taggart Arxivat 2016-03-28 a Wayback Machine. (USA), i Ren Yue Arxivat 2016-04-02 a Wayback Machine. (Xina) |
| 2006 | Jessica Dimmock (USA)                                  | The Ninth Floor Arxivat 2016-03-05 a Wayback Machine. | Dana Romanoff (USA) |
| 2008 | Kathryn R. Cook (USA)                                  | Memory Denied: Turkey and the Armenian Genocide | Leonie Purchas Arxivat 2016-03-05 a Wayback Machine. (UK) i Alice Smeets Arxivat 2016-03-30 a Wayback Machine. (Bèlgica)                                                         |
| 2007 | Olivia Arthur (UK)                                     | The Middle Distance Arxivat 2016-03-05 a Wayback Machine. | Newsha Tavakolian (Iran) i Rena Effendi (Azerbaidjan) |
| 2009 | Emily Schiffer (USA)                                   | Cheyenne River Arxivat 2016-03-05 a Wayback Machine. | Jenn Ackerman (USA) |
| 2010 | Lurdes R. Basolí (Espanya) i Claire Martin (Austràlia) | Caracas, The City of Lost Bullets Arxivat 2012-05-05 a Wayback Machine. / Selections from "The Downtown East Side" and "Slab City" Arxivat 2012-05-05 a Wayback Machine. | |
| 2011 | Zhe Chen (China)                                       | Bees Arxivat 2012-01-18 a Wayback Machine. | |
| 2012 | Isadora Kosofsky (USA)                                 | Selections from “The Three” & “This Existence” Arxivat 2013-01-26 a Wayback Machine.                                                                                     | Carlotta Zarattini (Itàlia) |